# Agostino Barbarigo (sous-marin, 1938)
Pour les articles homonymes, voir Agostino Barbarigo (homonymie).
Le Agostino Barbarigo (fanion « BO ») est un sous-marin italien  de la classe Marcello, construit à la fin des années 1930 pour la Marine royale italienne (en italien : Regia Marina).
Le nom du sous-marin est un hommage à Agostino Barbarigo (1420-1501), 74e doge de Venise.

## Conception et description
Les sous-marins de la classe Marcello ont été conçus comme des versions améliorées de la précédente classe Glauco. Ils ont un déplacement de 1 043 tonnes en surface et 1 290 tonnes en immersion. Les sous-marins mesuraient 73 mètres, avaient une largeur de 7,19 mètres et un tirant d'eau de 5,1 mètres.
Pour la navigation de surface, les sous-marins étaient propulsés par deux moteurs diesel de 1 800 cv (1 342 kW), chacun entraînant un arbre d'hélice. En immersion, chaque hélice était entraînée par un moteur électrique de 550 chevaux-vapeur (410 kW). Ils pouvaient atteindre 17,4 nœuds (32,2 km/h) en surface et 8 nœuds (15 km/h) sous l'eau. En surface, la classe Marcello avait une autonomie de 7 500 milles nautiques (13 900 km) à 9,4 nœuds (17,4 km/h), en immersion, elle avait une autonomie de 120 milles nautiques (220 km) à 3 nœuds (5,6 km/h).
Les sous-marins étaient armés de huit tubes lance-torpilles internes de 53,3 cm, quatre à l'avant et quatre à l'arrière. Une recharge était arrimée pour chaque tube, ce qui leur donnait un total de seize torpilles. Ils étaient également armés de deux canons de pont de 100 mm et de quatre mitrailleuses de 13,2 mm pour le combat en surface.

## Construction et mise en service
Le Agostino Barbarigo est construit par le chantier naval Cantieri Riuniti dell'Adriatico (CRDA) de Monfalcone en Italie, et mis sur cale le 6 février 1937. Il est lancé le 12 juin 1938 et est achevé et mis en service le 19 septembre 1938. Il est commissionné le même jour dans la Regia Marina.

## Histoire du service
Il est affecté au 2e groupe de sous-marins à Naples où il est utilisé pour l'entraînement de 1938 à 1940. Du 10 au 13 juin 1940, il effectue une première mission infructueuse à une dizaine de milles nautiques des côtes algériennes. Le 2 juillet 1940, sous le commandement du capitaine de corvette Giulio Ghiglieri, il attaque diverses petites unités sans jamais parvenir à lancer des torpilles. Les deux jours suivants, il est détecté à plusieurs reprises et bombardé de grenades sous-marines.
En Méditerranée, il effectue au total deux missions offensives et une mission de transfert, parcourant 2 582 milles nautiques en surface et 270 milles nautiques sous l'eau; il est alors décidé de l'envoyer dans l'Atlantique.
Il quitte Naples au début du mois d'août 1940 et le 14 du mois, il passe le détroit de Gibraltar (sans grandes difficultés dues aux courants), se dirigeant alors vers Madère, dont il est le secteur d'opérations : le 19 juillet, il attassque avec son canon de pont le vapeur anglais Aguila (3 255 tonneaux) qui ne coule cependant pas. Le lendemain, il attaque au canon un autre transport qui riposte cependant, obligeant le sous-marin à s'immerger ; le Barbarigo lance alors deux torpilles, manquant la cible, puis subit une attaque de riposte avec une vingtaine de grenades sous-marines où il sort indemne. Il se dirige ensuite vers Bordeaux, où se trouve la base italienne de Betasom, où il arrive le 8 septembre 1940,.
Le 14 octobre, il a effectué sa deuxième mission dans l'Atlantique, subissant une attaque aérienne infructueuse avec des grenades sous-marines le 17. Le 23, il a atteint son secteur d'opérations à l'ouest de la côte irlandaise,, mais il ne rencontre qu'un seul marchand qu'il ne peut atteindre. Alors qu'il mène une attaque lors de sa navigation de retour, le 11 novembre, il lance une torpille contre un destroyer escortant un porte-avions et entend son explosion, mais il ne peut en vérifier l'issue en raison de la mer agitée (d'après les documents alliés, il n'y a pas de dégâts). Deux jours plus tard, le Barbarigo arrive à Bordeaux.
Le 10 février 1941, il part toujours en direction de l'ouest de l'Irlande, mais la patrouille est totalement infructueuse en raison du mauvais temps et de l'état de la mer. Le 1er mars, le sous-marin quitte la zone d'embuscade et, une semaine plus tard, s'amarre à Bordeaux.
Les premiers jours de mai, il part pour une nouvelle mission dans les eaux irlandaises. Le 15 du mois, il frappe d'une torpille le navire à vapeur anglais Manchester Port (7 071 tonneaux), mais il doit s'éloigner à grande vitesse. Le lendemain, le sous-marin doit plonger pour éviter une attaque aérienne, et s'en sort indemne. Il a plusieurs fois aperçu des transports et aussi un croiseur, mais il ne peut jamais attaquer à cause de la mer agitée. Le 25 du mois, il a été détourné pour aider le cuirassé allemand Bismarck (il devait attaquer tout navire ennemi qui s'approcherait de lui), mais en raison de la mer démontée, il n'a pas atteint le lieu de la bataille avant que le cuirassé ne coule; informé plus tard du naufrage du Bismarck, il est rentré à la base le 30 mai.
Le 13 juillet, il est envoyé à l'ouest du détroit de Gibraltar (son nouveau commandant est le Capitano di corvetta Francesco Murzi) et le 25, il remporte son premier succès. Après avoir immobilisé le vapeur britannique Macon (5 135 tonneaux) avec une torpille et l'avoir fait abandonner par son équipage, il le coule avec 49 coups de canon. Dans la nuit du 26 au 27, il torpille et coule le pétrolier moderne  britannique Horn Shell (8 272 tonneaux), puis se dirige vers sa base,.
Changement de commandement à nouveau (le capitaine de corvette Enzo Grossi, qui fait graver "Chi teme la morte non è dignegno di vivere" [Celui qui craint la mort n'est pas digne de vivre] sur la coque), il quitte Bordeaux le 22 octobre 1941 à destination de Porto, des Açores et du détroit de Gibraltar. Il y arrive quatre jours plus tard et tente à plusieurs reprises d'attaquer les unités ennemies, sans succès en raison du mauvais temps et doit finalement rentrer à la base.
Le 14 janvier 1942, il part pour les Açores où, le 23 janvier, il aperçoit un navire marchand non identifié qui navigue d'est en ouest sans zigzag et avec des feux allumés; bien que tout puisse laisser supposer qu'il s'agit d'un navire neutre, le commandant Grossi le torpille sans vérifier sa nationalité et le résultat est le naufrage du navire à vapeur espagnol Navemar (5 473 tonneaux). Le 10 février, il entreprend un voyage de retour qui se termine cinq jours plus tard.
Le 30 avril, il appareille pour sa huitième mission dans l'Atlantique, et le 17 mai, il arrive dans son propre secteur d'opérations, au large du Cap Saint Roque au Brésil. Le lendemain, il canonne et torpille le navire à vapeur brésilien Comandante Lyra (5 052 tonneaux), le mettant en feu; le navire à vapeur, qui n'a pas été coulé parce qu'on le croyait mourant, est cependant remorqué à Recife par le remorqueur Perdigao (le transport n'a cependant jamais repris du service : abandonné à Recife pendant toute la durée de la guerre, il a ensuite été démantelé). Puis, le 20 mai, deux unités américaines arrivent dans la zone, le croiseur USS Milwaukee (CL-5) et le destroyer USS Moffett (DD-362), que Grossi attaque avec deux torpilles, pensant faire face à un cuirassé de classe Colorado; il pense également l'avoir coulé (en fait, les deux torpilles ont manqué la cible et les deux navires n'ont même pas remarqué l'attaque) et il communique donc avec la base. Le 22 mai le Barbarigo est attaqué par un avion avec huit bombes (sans dommage) et dans la nuit du 28 au 29, il coule, avec le canon et plusieurs torpilles, le vapeur Chalbury (4 836 tonneaux); le 16 juin le sous-marin accoste à Betasom.
Le 29 août, il est envoyé au large de l'embouchure du Congo; incapable de se faire ravitailler, comme prévu, par son navire-jumeau (sister ship) Comandante Cappellini, il est dérouté au sud du cap Palmas (côte libérienne), où il est stationné du 25 au 28 septembre, puis aux Açores. Le 1er octobre, il subit deux attaques aériennes, toutes deux avec quatre bombes larguées, et toutes deux évitées sans dommage. Lors de la seconde attaque, les mitrailleuses du sous-marin ont abattu l'avion, mais ont subi la perte d'un des serviteurs, tué par un tir de l'avion. Le 2 octobre, le Barbarigo a reçu l'ordre de se rendre à Freetown et y est arrivé deux jours plus tard ; dans la nuit du 6, le sous-marin a attaqué la corvette britannique Petunia avec quatre torpilles, la manquant, mais Grossi a cru avoir attaqué - et coulé - un cuirassé de classe Mississippi. S'étant ensuite déplacé au large des îles du Cap-Vert (le 10 octobre), le sous-marin a repris sa route le 17 et est arrivé au port dans la nuit du 29 au 30 octobre.
Le 24 janvier 1943, il entame sa dixième mission atlantique avec le lieutenant Roberto Rigoli comme nouveau commandant. Le sous-marin doit transiter à l'ouest des îles du Cap-Vert puis au large de Bahia. Il a dû plonger à plusieurs reprises pour éviter des attaques aériennes continues dans le Golfe de Gascogne. Un mois après son départ, il a canonné et torpillé le navire à vapeur brésilien (selon d'autres sources espagnoles) Monte Igueldo (3 453 tonneaux), le faisant couler, et étant en même temps attaqué sans succès par un hydravion Consolidated XP4Y "Corregidor", qui a largué trois bombes sur lui. Le 2 mars, dans l'après-midi, il a torpillé et coulé le paquebot brésilien Alfonso Penna (3 540 tonneaux) et le lendemain le navire à moteur américain Staghound (8 591 tonneaux). Le 4 mars, il a repris sa route et est arrivé à la base le 3 avril, après avoir ravitaillé le sous-marin Luigi Torelli en naphte (25 tonnes) et subi une panne de gouvernail,.
Il a alors été décidé de le convertir en sous-marin de transport pour des missions en Extrême-Orient. Les travaux ont duré de mars à fin mai 1943 et ont consisté à retirer ses canons, ses tubes de torpilles, certains éléments de batterie, un des périscopes et bien d'autres choses encore,.
Le 16 juin 1943, il quitte Bordeaux à destination de Batavia (ou Singapour), sous le commandement du capitaine de corvette Umberto de Julio et emporte 130 tonnes de matériel et, outre l'équipage, trois hommes destinés à la nouvelle base qui sera établie à Singapour. Le 24 juin, il devait signaler sa position au Betasom, mais il ne l'a pas fait : aucune autre nouvelle n'est jamais venue du Barbarigo.
Après la guerre, des sources britanniques ont indiqué deux attaques aériennes qui auraient pu déterminer la fin du sous-marin :
- dans l'après-midi du 17 juin 1943, un avion britannique a bombardé à deux reprises un sous-marin naviguant à la surface, au 250°, à la position géographique de 43° 42′ N, 9° 37′ O, sans pouvoir en connaître le résultat[14];
- le matin du 19 juin 1943, un avion américain a attaqué à plusieurs reprises un sous-marin naviguant en surface, à la position géographique de 35° 30′ N, 18° 10′ O, l'endommageant gravement et le forçant à plonger en arrière avec une inclinaison de 45°[14].

Il s'avère cependant que le sous-marin avait reçu l'ordre de ne naviguer que sous l'eau dans la zone indiquée par les pilotes de l'avion comme étant le lieu des attaques, et de plus, du 17 au 19 juin, il aurait dû se trouver à mi-chemin entre Bordeaux et les positions indiquées; si, toutefois, il avait été contraint de rester en surface (par exemple en raison d'une panne), il aurait pu se trouver effectivement dans cette zone.
Avec la disparition du sous-marin, le commandant de Julio, 6 autres officiers et 52 sous-officiers et marins.

### Le commandant Grossi et les prétendus naufrages
Le Barbarigo et un de ses commandants, Enzo Grossi, sont également et surtout connus pour le prétendu naufrage de deux cuirassés américains, que Grossi a rapporté à son retour de deux missions et qui lui a valu deux médailles d'or pour la valeur militaire et sa promotion en grade.
Le premier "naufrage" a été signalé par Grossi dans un message à Betasom en mai 1942, et il a ensuite précisé les circonstances dans son rapport à son retour de mission : "le 20 mai", a-t-il déclaré, "il avait aperçu un cuirassé de classe Colorado ou Tennessee, escorté par plusieurs destroyers, à la position géographique de 4° 19′ S, 34° 32′ E. Après avoir pénétré l'écran défensif, il avait tiré deux torpilles sur l'unité à une distance de seulement 650 mètres, puis l'ayant vu toucher, il avait fait une embardée sur tribord et s'était immergé par l'avant.
Selon une reconstitution ultérieure des faits, le 18 mai, le Barbarigo avait mis le feu au navire à vapeur brésilien Comandante Lyra, et depuis un port voisin, la Task Force 23 de l'US Navy, constituée de vieux croiseurs USS Milwaukee (CL-5) et USS Omaha (CL-4) et les destroyers USS Moffett (DD-362) et USS McDougal (DD-358), avait été envoyée pour aider le navire. Deux jours plus tard, le Milwaukee et le Moffett s'étaient dirigés vers Recife pour se ravitailler en carburant, et c'est précisément ces deux unités que le Barbarigo avait rencontrées. Grossi avait pris le Milwaukee pour un cuirassé (ce qui aurait pu être possible au milieu de la nuit et en présence de navires obscurcis) mais il reste difficile d'expliquer comment il a pu prétendre avoir vu le navire couler, puisque les deux torpilles ont manqué leur cible (à tel point que personne à bord des deux unités américaines n'a remarqué l'attaque).
Le commandant du Betasom, le contre-amiral Romolo Polacchini, était très sceptique quant à la possibilité qu'un cuirassé américain de ce type ait pu être coulé par seulement deux torpilles. Supermarina, le quartier général de la marine royale italienne (Regia Marina), aurait également préféré attendre une vérification, mais le haut commandement italien, en manque de nouvelles de grandes victoires, prit la nouvelle du naufrage comme certaine et l'annonça dans un bulletin extraordinaire. Grossi fut promu capitaine de frégate et décoré de la Médaille d'or de la valeur militaire et aussi, du côté allemand, de la Croix de fer.
Le second naufrage présumé s'est produit en octobre 1942. Le 6 octobre, à la position géographique de 2° 05′ N, 14° 23′ O, le sous-marin italien a repéré ce que Grossi croyait être un cuirassé de la classe Mississippi, escorté par plusieurs destroyers, à environ 4 000 mètres. Quatre torpilles ont été tirées à 2 000 mètres et le navire aurait coulé.
Pour cette action, Grossi a reçu une deuxième médaille d'or, avec les compliments d'Adolf Hitler et de Karl Dönitz, l'ordre de Chevalier de la Croix de fer, et une promotion au poste de capitaine de vaisseau. Le contre-amiral Polacchini, parce qu'il a insisté pour le critiquer et parce qu'il croyait que les deux prétendus naufrages étaient faux, a été démis de ses fonctions et juste remplacé par Grossi au commandement du Betasom.
Selon ce que la deuxième commission d'enquête a pu reconstituer, les faits étaient les suivants : le Barbarigo avait attaqué une petite corvette anglaise de la classe Flower, la HMS Petunia (K79) (il semble donc très difficile qu'elle ait pu être prise pour un cuirassé) et l'avait manquée parce que les torpilles étaient réglées pour frapper un gros navire (elles étaient passées sous la coque de l'unité et, si elles avaient été à une profondeur moindre, elles l'auraient coulée). La corvette anglaise avait réagi en lançant au hasard plusieurs grenades sous-marines dont les explosions étaient censées être celles des torpilles,.
Les naufrages des cuirassés, déjà considérés comme douteux au moment des événements dans les milieux de la Marine, ont fait l'objet d'une enquête d'après-guerre in absentia par deux commissions d'enquête, en 1949 et 1962, dont les conclusions ont conduit à la vérification des faits ou à la constatation qu'Enzo Grossi n'avait pas réussi à couler les deux "cuirassés" américains avec pour conséquence le retrait définitif des deux décorations qu'il avait reçues, sa rétrogradation et son exclusion des listes des récipiendaires.

## Palmarès
| Mission | Date            | Bateau        | Nation      | Tonnage en tonneaux | Notes                           |
| ------- | --------------- | ------------- | ----------- | ------------------- | ------------------------------- |
| 5e      | 25 juillet 1941 | Macon         | Royaume-Uni | 4 727               | Chasseur ; 21 survivants sur 50 |
| 5e      | 26 juillet 1941 | Horn Shell    | Royaume-Uni | 8 272               | tanker; 40 survivants sur 57    |
| 8e      | 28 mai 1942     | Chalbury      | Royaume-Uni | 4 835               | chasseur; 40 survivants sur 42  |
| 10e     | 2 mars 1943     | Alfonso Penna | Brésil      | 3 540               | cargo                           |
| 10e     | 4 mars 1943     | Stag Hound    | États-Unis  | 6 085               | chasseur                        |
| Total:  | Total:          | Total:        | Total:      | 27 459 tonneaux     |                                 |